# プレミアホテル 中島公園 札幌
プレミアホテル 中島公園 札幌（プレミアホテル なかじまこうえん さっぽろ）は、札幌市中央区にあるホテル。

## 沿革
- 1988年（昭和63年）：「ホテルアーサー札幌」開業。
- 1992年（平成04年）：新会社を設立して運営開始[5]。
- 2005年（平成17年）：ケン不動産リースがホテル取得。フランスのアコーホテルズとフランチャイズ契約を締結し、ノボテル・ブランドの「ノボテル札幌」と改称してオープン[4]。
- 2016年（平成28年）：「プレミアホテル 中島公園 札幌」と改称してオープン[2]。

## 施設
客室
- スタンダード
  - シングルルーム(20.5 m²〜22.3 m²)
  - ツインルーム (22.0 m²～22.3 m²)
  - ダブルルーム (17.8 m²)
  - ハリウッドツインルーム (22.3 m²)
- デラックス
  - ツインルーム (39.3 m²)
  - ダブルルーム (33.4 m²)
  - ファミリールーム (61.4 m²)
- プレミア
  - ツインルーム (41.4 m²)
  - ダブルルーム (33.4 m²)
  - デラックスツインルーム (61.4 m²)
- スイート
  - ダブルルーム (78.6 m²)
  - ファミリールーム (61.4 m²)
  - オリエンタルスイートルーム (95.8 m²)

レストラン&バー
- 和洋鉄板焼「21CLUB」
- 日本料理「和乃八窓庵」
- ビストロ「ラ・プロヴァンス」
- バー「トゥエンティーワン」
- ラウンジ「カフェ・セゾン」

ブライダル
- ガーデンチャペル「カルム」
- チャペル「セゾン」
- チャペル「エトワール」
- ブライダルサロン

宴会・会議
- コンベンションホール「ソレイユ」 (291 m²)
- ファンクションルーム
  - 「モンターニュ」 (53 m²)
  - 「フォンティーヌ」 (53 m²)
  - 「ルミエール」 (220 m²)
  - 「エトワール」 (82 m²)
  - 「リラ」 (76 m²)
  - 「ラヴァンド」 (76 m²)
- パーティースペース「マーブルスクエア」 (180 m²)
- ビストロ「ラ・プロヴァンス」 (154 m²)
- 和乃八窓庵「中島」 (97 m²)

その他
- アユアランリンク[6]

## アクセス
中島公園やすすきのに近接している。
- 札幌市営地下鉄南北線：中島公園駅から徒歩約4分
- 札幌市電：山鼻9条停留場、または、中島公園通停留場から、いずれも徒歩5分
- JR北海道：札幌駅から車で約15分